# Trie-sur-Baïse
Trie-sur-Baïse é uma comuna francesa na região administrativa de Occitânia, no departamento dos Altos Pirenéus. Estende-se por uma área de 11,2 km². Em 2010 a comuna tinha 1 051 habitantes (densidade: 93,8 hab./km²).